# 上海世茂国际广场

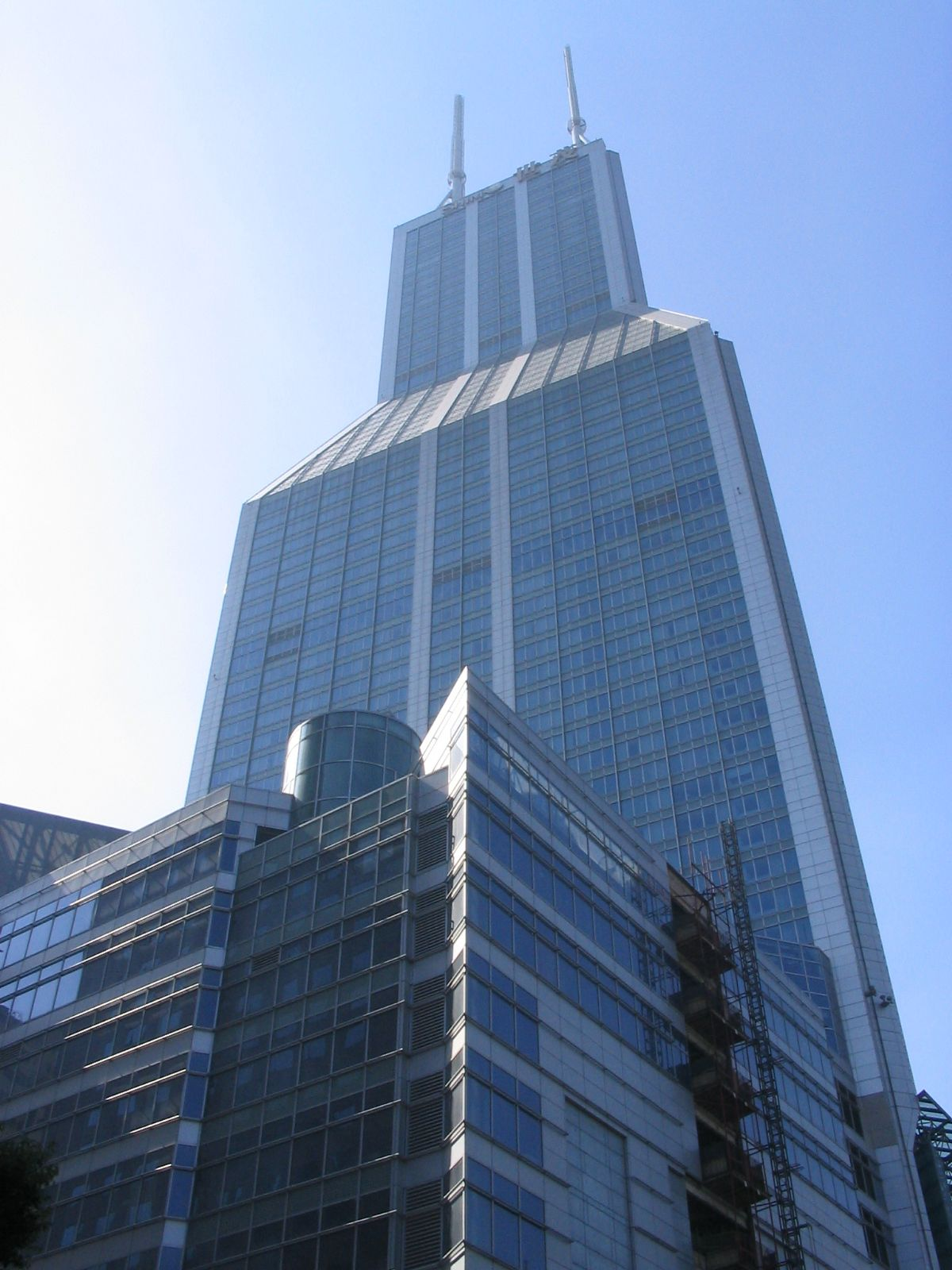
从南京东路仰望上海世茂国际广场东面幕墙及裙楼

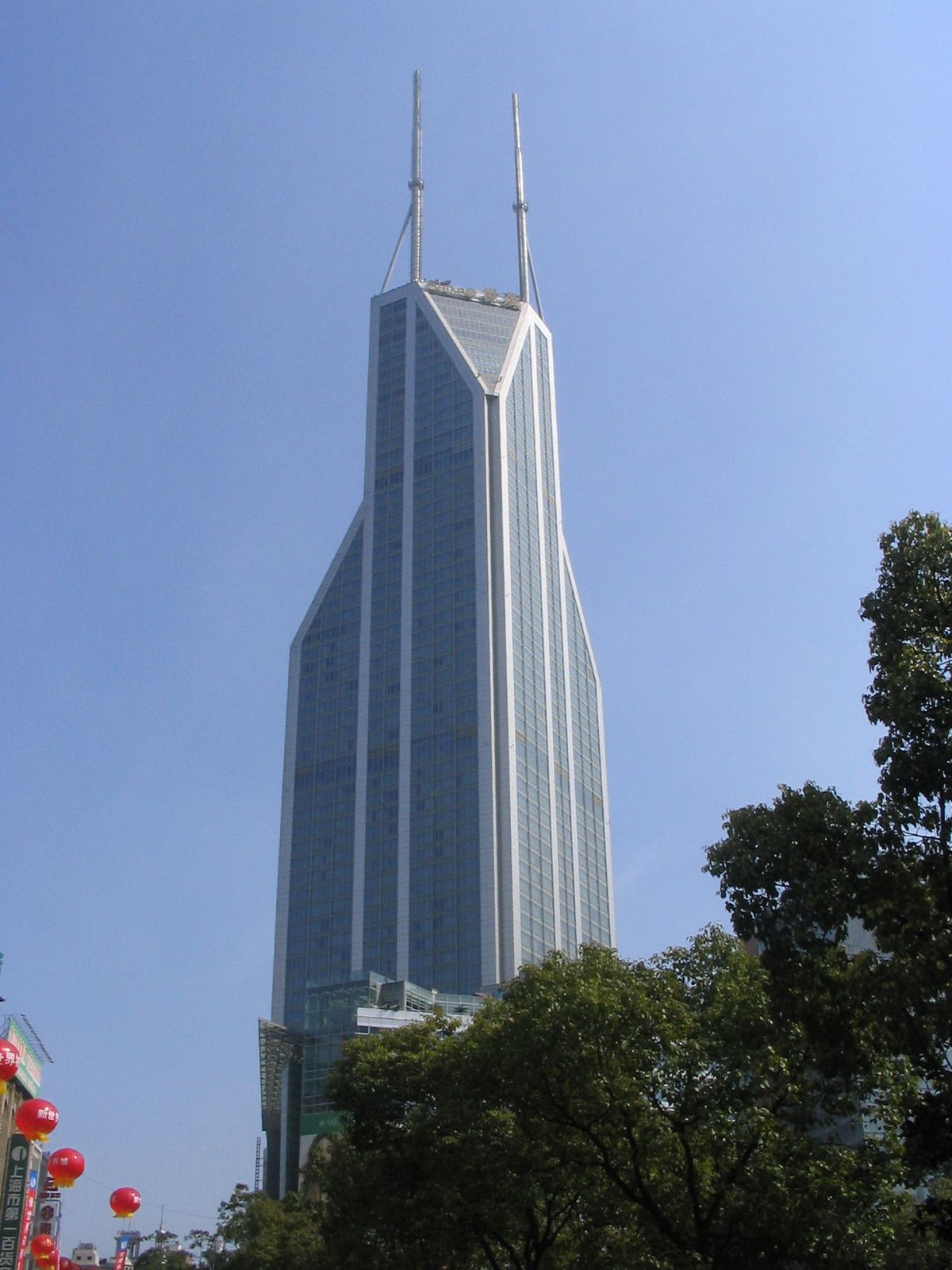
上海世茂国际广场的西面幕墙

上海世茂国际广场(英語：Shimao International Plaza)是上海截至2024年第四高的摩天大樓，楼高333.3米。物业位于上海黄浦区南京东路789号，人民广场东北面。发展商世茂房地產合共投资30亿元人民币，于2007年1月建成。建筑师为英恩霍文-欧文迪克合伙人建筑设计事务所（Ingenhoven Overdiek und Partner）。
物业总建筑面积为170,000平方米，由主塔楼、裙楼及一个开放式广场组成。其中主塔楼楼高333.3米，共有60层，裙楼共有10层，开放式广场面积近2,000平方米。目前主塔楼层为五星级酒店—原名上海世茂皇家艾美酒店现更名为上海康萊德酒店於2022年1月开幕，设有728间客房。裙楼则为大型购物中心—原名百联世茂国际广场，2017年世茂集团收回经營管理权並更名为上海世茂广场。

## 交通
- 上海轨道交通：人民广场站。

## 历史
2002年7月，建筑项目开始动工，2004年10月18日主体结构封顶，成为当时浦西第一高楼。2004年12月，一期商场开始营业。2006年9月，酒店试营业，至同年12月上旬正式开业。2007年1月建筑项目完工。2007年5月底，二期商场开始营业。